# Сан-Марті-Бель
Сант-Марті-Вель — село в Іспанії, у складі автономної спільноти Каталонія, у провінції Жирона. Муніципалітет займає площу 17,48 км2, а населення в 2014 році становило 242 осіб.

## Видатні особи
- Ельза Перетті (1940–2021), модельєр; проживала в селі з 1968 року до смерті. Вона брала участь у багатьох проектах у селі, зокрема у відбудові, ремонті місцевої церкви, розкопках римської стоянки та створенні виноградника.